# 普雷莫-普里塞
普雷莫-普里塞（法語：Premeaux-Prissey，亦作，法語發音：[pʁemo pʁisɛ]）是法国科多尔省的一个市镇，位于该省南部，属于博讷区。该市镇于1972年由原市镇普雷莫（Premeaux）和普里塞（Prissey）合并而成。

## 地理
普雷莫-普里塞（47°6'44"N, 4°56'5"E）面积9.05 平方千米，位于法国勃艮第-弗朗什-孔泰大區科多尔省，该省份为法国中东部省份，北起奥布省，西接涅夫勒省和约讷省，南至索恩-卢瓦尔省，东南接汝拉省，东临上索恩省，东北部与上马恩省接壤。
与普雷莫-普里塞接壤的市镇（或旧市镇、城区）包括：尼伊圣乔治、科尔戈卢万、阿尔日伊、绍村、孔布朗希安、坎塞。
普雷莫-普里塞的时区为UTC+01:00、UTC+02:00（夏令时）。

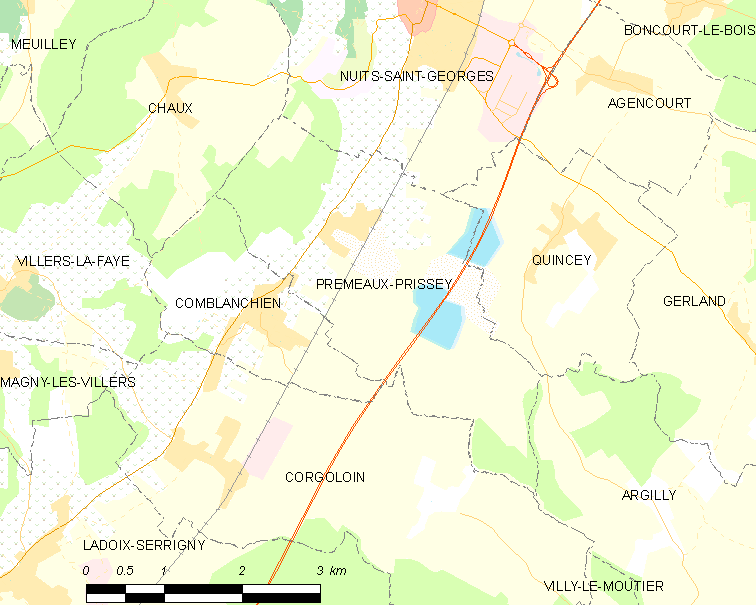
普雷莫-普里塞的OSM定位图

## 行政
普雷莫-普里塞的邮政编码为21700，INSEE市镇编码为21506。

## 政治
普雷莫-普里塞所属的省级选区为尼伊圣乔治县。

## 人口

1962-2008年间普雷莫-普里塞人口变化图示

普雷莫-普里塞于2022年1月1日时的人口数量为372人。